# Turul-emlékmű (Tiszaújlak)

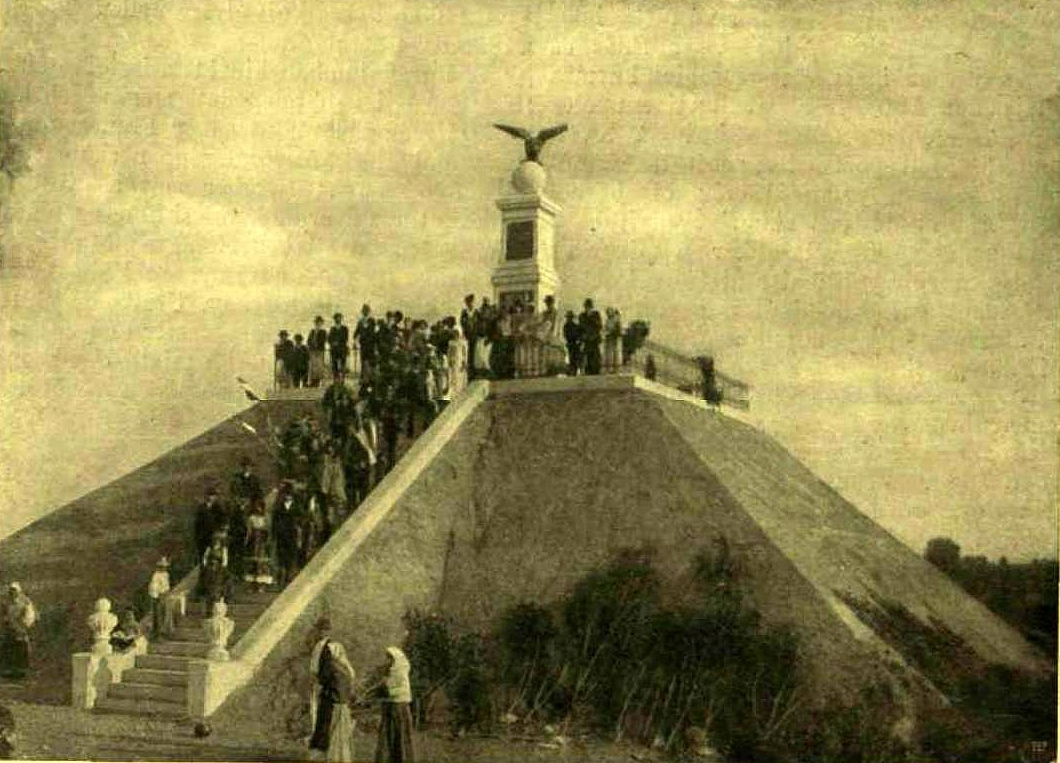
Az egykori, 1903-ban a Tiszabecs-Tiszaújlaki révnél felállított turulmadárral ékesített Rákóczi emlékmű

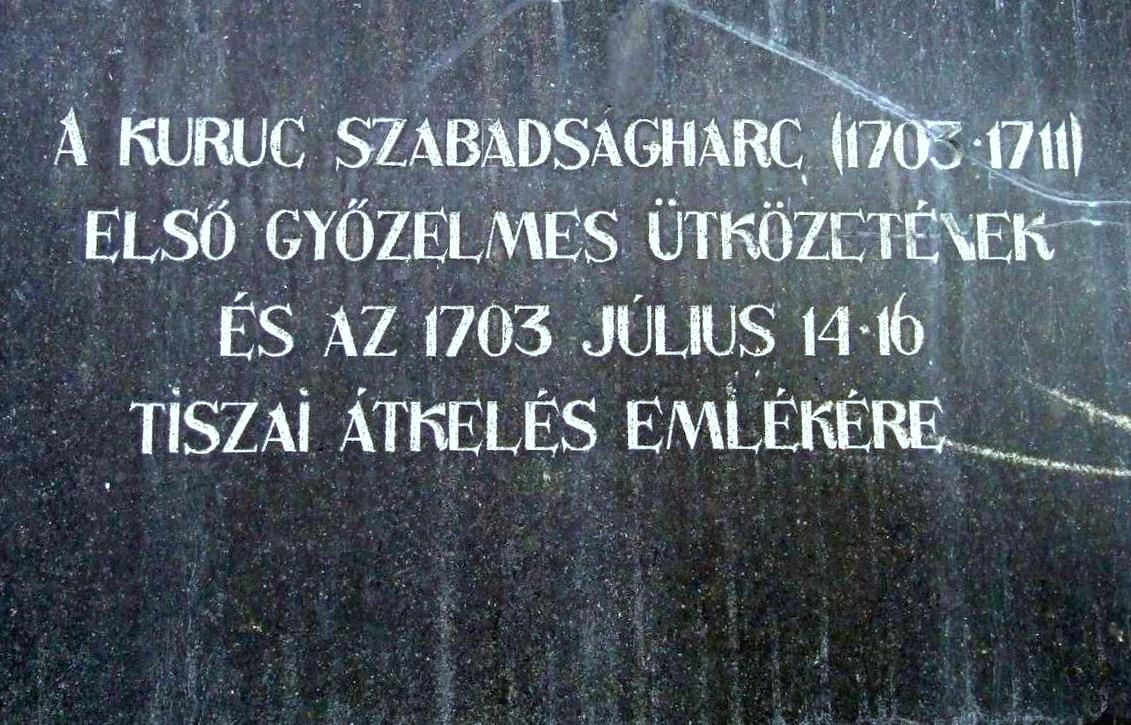
A felirat az emlékművön a tiszai átkelésről szól

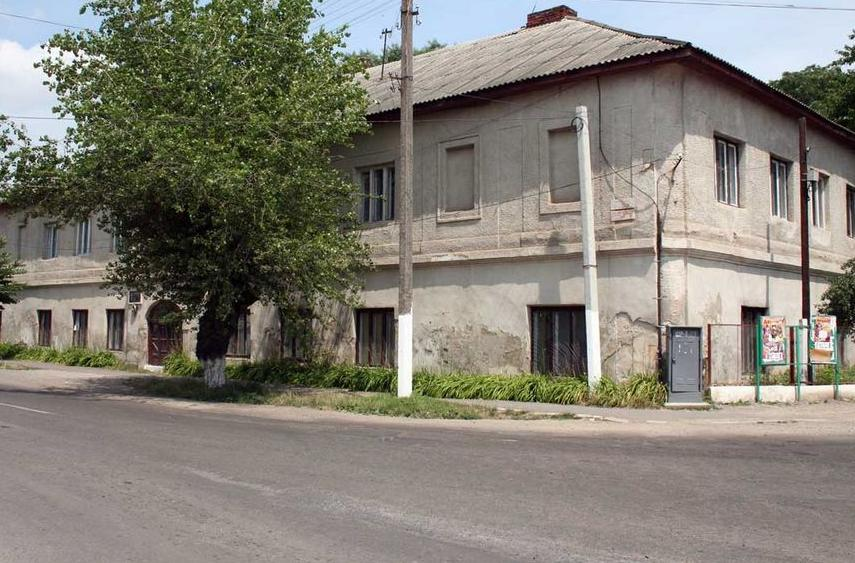
A tiszaújlaki sóház

Esze Tamás emléktábla az egykori sóház falán

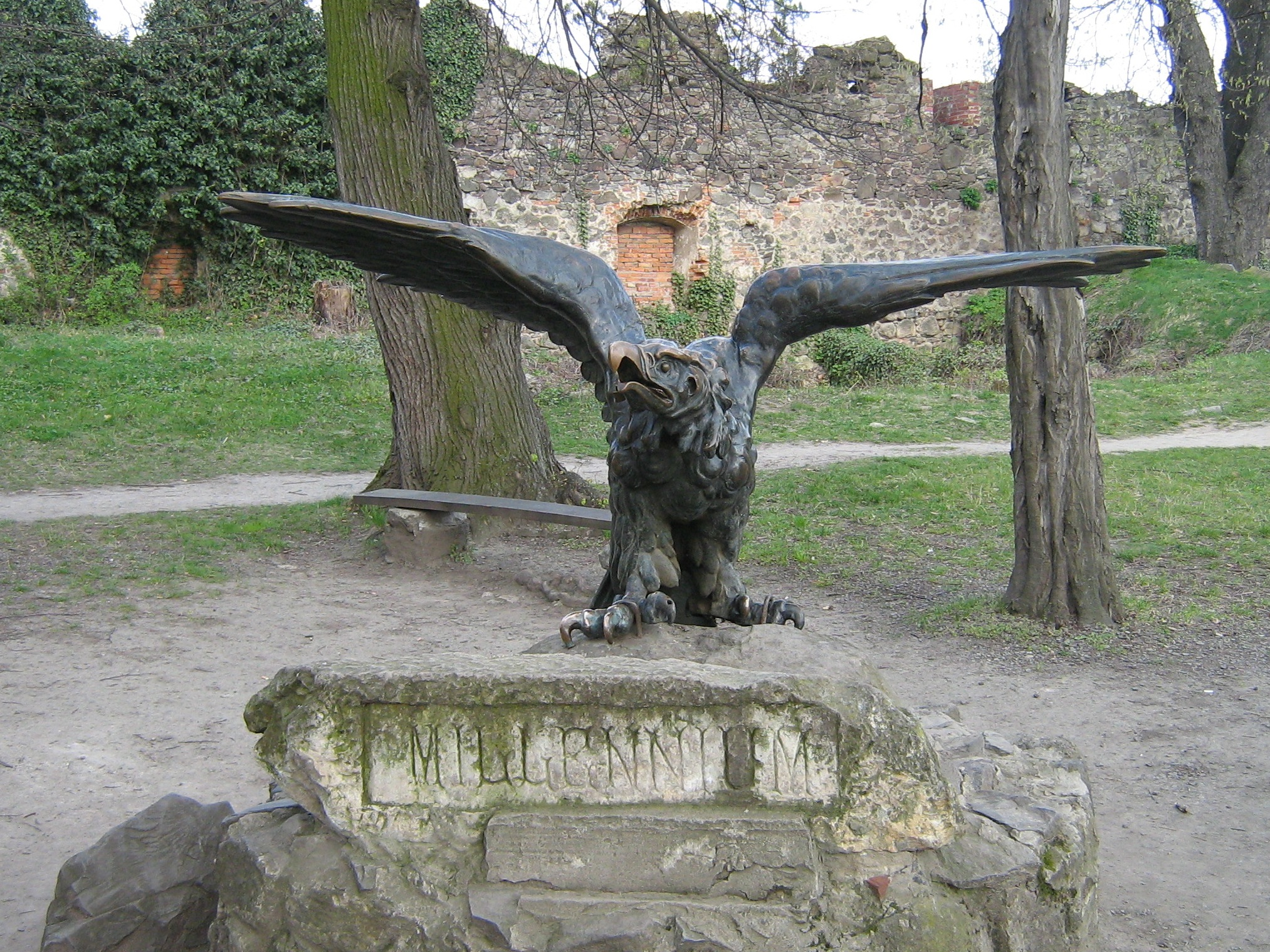
Az 1903. szeptember 20-án felavatott Rákóczi emlékmű turulmadara, 1945-ig álló tiszaújlaki Turul emlékmű turulmadara, jelenleg az ungvári vár udvarán van felállítva

A Turul-emlékmű, Turulmadaras Rákóczi emlékmű, vagy Turulos emlékmű Tiszabökény, Tiszaújlak és Tiszabecs határában, a Tiszabökényhez tartozó földeken, egy mesterséges halom tetején áll, mely a kuruc csapatok 1703. július 14-én, a Tiszaújlak-Tiszabecsi révnél vívott első győztes csatájának állít emléket. Az emlékművet eredetileg 1903-ban, a Rákóczi-szabadságharc kezdetének 200. évfordulója alkalmából építették Nagy Sándor tb. Szatmár vármegyei főjegyző javaslatára, aki az 1903. május 21-i Szatmár vármegyei törvényhatósági ülésen feltette a kérdést: „Ha emlékkő áll a Rákóczi szabadságharc leáldozásának helyén, hát akkor az első győzelem napja maradjon emléktelen? Ünnepet Rákóczinak!” Az emlékművet 1945-ben a szovjethatalom első esztendejében lerombolták, majd – évtizedekig dédelgetett tervei eredményeként, – Bíró Andornak, a tiszapéterfalvai Határőr Agrárcég-Kolhoz elnöke fáradozásainak köszönhetően sikerült újraállítani, és a tiszabecsi csata 286. évfordulója alkalmából 1989. július 16-án felavatni. Ettől kezdve minden évben megtartják a Turul-ünnepséget, a kárpátaljai magyarság találkozóját, melyek színvonalas megszervezésében és lebonyolításában a Kárpátaljai Magyar Kulturális Szövetség vállal vezető szerepet.

## Földrajzi fekvés
A tiszaújlaki Tisza-hídtól mintegy 200 méternyire, Tisza bal partján, a nemzetközi határátkelő közvetlen közelében egy mesterségesen emelt halom tetején áll a turulmadaras Rákóczi-emlékmű.

## Története
Hosszú lengyelországi tartózkodás után 1703. június 16-án a Vereckei-hágón keresztül lépett Rákóczi Magyarország földjére és aznap a beregi Szentpéteri és Zavadka (ma Rákócziszállás) között pihente ki az átkelés fáradalmait.
A kurucok 1703. júniusában Dolhánál vereséget szenvedtek, de a megvert sereg nem oszlott fel, hanem Bereg vármegye erdőibe menekült, majd kis idő múlva ismét összegyülekezett, hogy bevárja a Lengyelországból érkező fejedelmet. Rákóczi 1703. június 26-án érkezett a határtól mintegy órajárásnyira fekvő lengyel Kliniec faluba, majd ide rendelte a Északkeleti-Kárpátok túlsó oldalán tanyázó és reá várakozó kurucok csapatait, melyek dél felé haladva meg is érkeztek.
A katonák többsége azonban csak botokkal és kaszákkal volt felfegyverkezve, mindössze kétszázan rendelkeztek puskákkal. A csapat lelkesedése azonban határtalan volt, ami nagy részben vezérüknek Esze Tamásnak volt köszönhető.
A felkelők II. Rákóczi Ferenc közvetlen irányításával Munkács felé fordultak. Munkácson 1703. június 27-én adta ki Rákóczi felkelésre szólító felhívását a magyar néphez.
A Latorca-parti városban mintegy 3000 gyalogosra és 500 lovasra gyarapodott a fejedelem serege, az ellenfél azonban még mindig túlerőben volt, ezért a kuruc sereg Munkács alól kénytelen volt Beregszentmiklós, majd Zavadka felé visszavonulni. Itt találkozott Rákóczi a később hozzá mindvégig hű gróf Bercsényi Miklóssal, aki mintegy 600 fővel egészítette ki a fejedelem seregét. A kurucok között egyre nőtt a lelkesedés, sok új felkelő csatlakozott hozzájuk, közöttük sok ruszin nemzetiségű harcos.
Gróf Lövenburg császári tábornok és gróf Csáky István Bereg megyei főispán mindent elkövettek annak érdekében, hogy ütőképes sereget állítsanak ki a felkelők ellen.
Rákóczi jelentősen felduzzadt kuruc serege Munkács megkerülésével Beregszász felé indult, hogy onnan tovább haladva megszerezze a stratégiailag rendkívül fontos tiszai átkelőt, a Tiszaújlak és Tiszabecs közötti révet.
Serege 1703. július 9-én érkezett meg Beregszászba. A felkelők szétverték a császári helyőrséget és a Tiszához szorították vissza azt. Így már szinte az egész Bereg vármegye a kurucok ellenőrzése alá került. Rákóczi tábora 8 000 főre gyarapodott, átkelt a Tiszán, elfoglalta Vásárosnaményt.
Gróf Csáky István főispán levélben legalább egy századnyi gyalogost kért gróf Lövenburg császári tábornoktól, aki azonban július 13-án kelt válaszában tudatta, hogy addig, amíg Rákóczi seregének erejéről nincsenek pontos értesülései, katonákat nem küldhet. Ezzel tulajdonképpen magára hagyta a főispánt.
A felkelők, visszatérve a Tisza jobb partjára, megtámadták a tiszaújlaki sóházat, és Esze Tamás vezetésével megfutamították az osztrák helyőrséget 1703. május 24-e reggelén szegénylegényekből verbuvált két gyalogoscsapattal és 40 lovassal. A sóház ma is áll (a helyi ukrán iskolának adott otthont az új átadásáig), falán emléktáblát helyeztek el Esze Tamás márványba vésett képmásával.
Rákóczi csapatai a Tisza egyik kanyarulatánál sorakoztak fel, ahol nemcsak a túlsó parton álló német és labanc gyalogság tüzétől voltak védve, de biztosan és nagy pontossággal tüzelhettek is az ellenségre. A kuruc lovasság zárt sorokban megrohanta az osztrákokat, rövid idő alatt szétverte a császáriak seregét. A megfutamodott csapatok egy része a Tisza felé menekült és a folyóban lelte halálát, más része pedig elesett vagy fogságba esett. A csatában elesett Kende Mihály alezredes is, aki sebesülten lovával a Tiszának hajtott és belefúlt a folyóba. A felkelők 1703. július 14-én hatalmukba kerítették a tiszaújlaki-tiszabecsi révet.
Ez az ütközet ("Tiszabecsi átkelés") volt a Rákóczi-szabadságharc első győztes csatája amelyben vállvetve hősiesen harcoltak a magyar és ruszin felkelők.

## Az első turulmadaras Rákóczi emlékmű
Az 1903. május 21-i Szatmár vármegyei törvényhatósági ülésen Nagy Sándor tb. vármegyei főjegyző indítványozta, hogy a 200. évforduló alkalmából a tiszabecsi győzelmet ünnepeljék meg és állítsanak emlékjelet. Hogy mi, mai emberek közelebb kerülhessünk a már 200 évvel ezelőtti eseményekhez, próbáljuk meg felidézni azokat, segítségül híva magát a vezért, aki emlékezésében képet nyújt nekünk az általa vezetett szabadságharcról s annak induló napjairól. És valóban megtörtént, a győztes csata helyszínén 1903. szeptember 20-án emlékoszlopot állítottak. Az emlékmű a Tisza-híd közelében épült meg egy mesterséges dombon, melyhez Magyarország 34 vármegyéje egy-egy szekér földet küldött. A magaslaton elhelyezkedő alacsony, díszes vaskerítés övezte 8 m magas emlékműhöz a szembeni oldalról impozáns lépcsősor vezet fel. Maga az oszlop négy részből áll: az alapból, a szöveges alapzatból és az obeliszkből, melyet egy gömb, rajta a csőrében kuruc kardot tartó turullal zár le.
A költségeket Szatmár és Ugocsa vármegyén kívül, közadakozásból fedezték. A kivitelezési munkálatokat Kepes Sándor szinérváraljai kőgyárosra bízták. Az emlékmű felállítása a korabeli iratok szerint több mint 10000 aranykoronába került és 227 négyszögöl ingatlanterület tartozott hozzá.

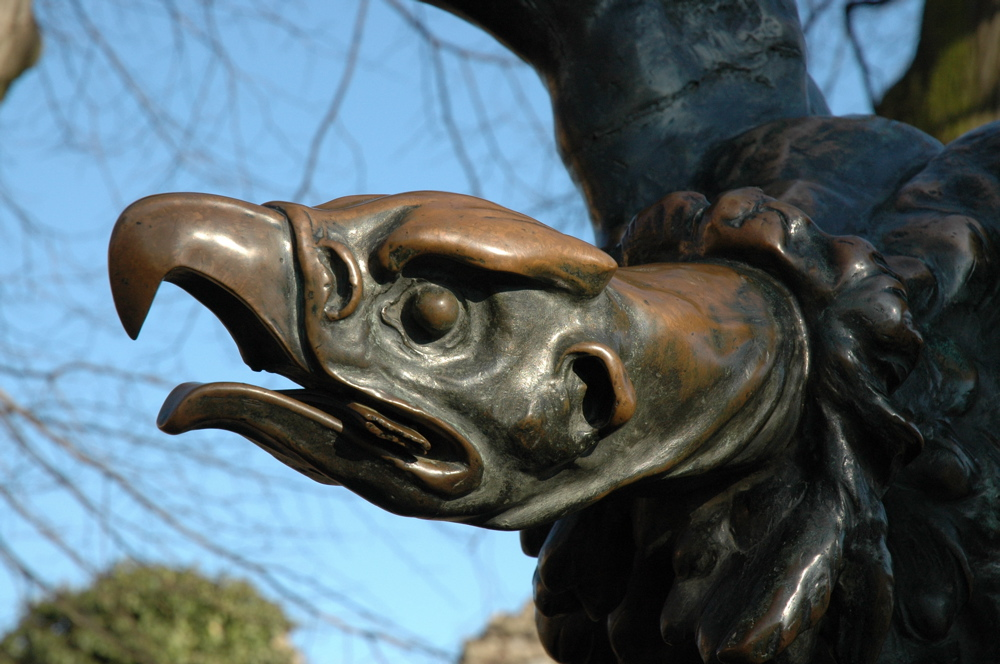
Az ungvári vár udvarán felállított szobor feje

Trianon után a Podkarpatszká Rusz időszaka alatt az emlékművet elhanyagolták és gazdátlanná vált.
Évtizedekig fontos emlékhely volt ez a gyönyörű emlékoszlop a környék lakossága számára.
1945. tavaszán az akkoriban újra elharapódzó szoborrombolások sorsa utolérte a tiszaújlaki turult is. Az akkori helyi vezetők, mintegy elkötelezettségüket akarván bizonyítani a szovjethatalom iránt, földig rombolták az emlékművet, és az anyagát az elesett szovjet katonák emlékművének építésére használták fel. Magát a Turul madarat Ungvárra szállították és a mai napig az ungvári várban lehet megtekinteni.

## A második turulmadaras Rákóczi emlékmű
A szobor újraállítása a Határőr Kolhoz-Agrárcég legendás hírű elnöke, Bíró Andor elévülhetetlen érdeme. Visszaemlékezései szerint – a kárpátaljai és az egyetemes magyarság számára egyaránt rendkívül fontos emlékművet – első ízben öt esztendős korában látta. A „nagy tojáson álló fenséges madár”, és a hozzá kapcsolódó legenda azonnal beégett a gyermek tudatába. Az 1945-ben ledöntött szobor (előbb a turulmadarat és a táblákat verték le), majd az 1947. esztendei árvíz idején súlyosan megrongálódott talapzat következtében megsemmisített emlékmű elvesztését a kárpátaljai magyarság súlyos veszteségként élte meg.

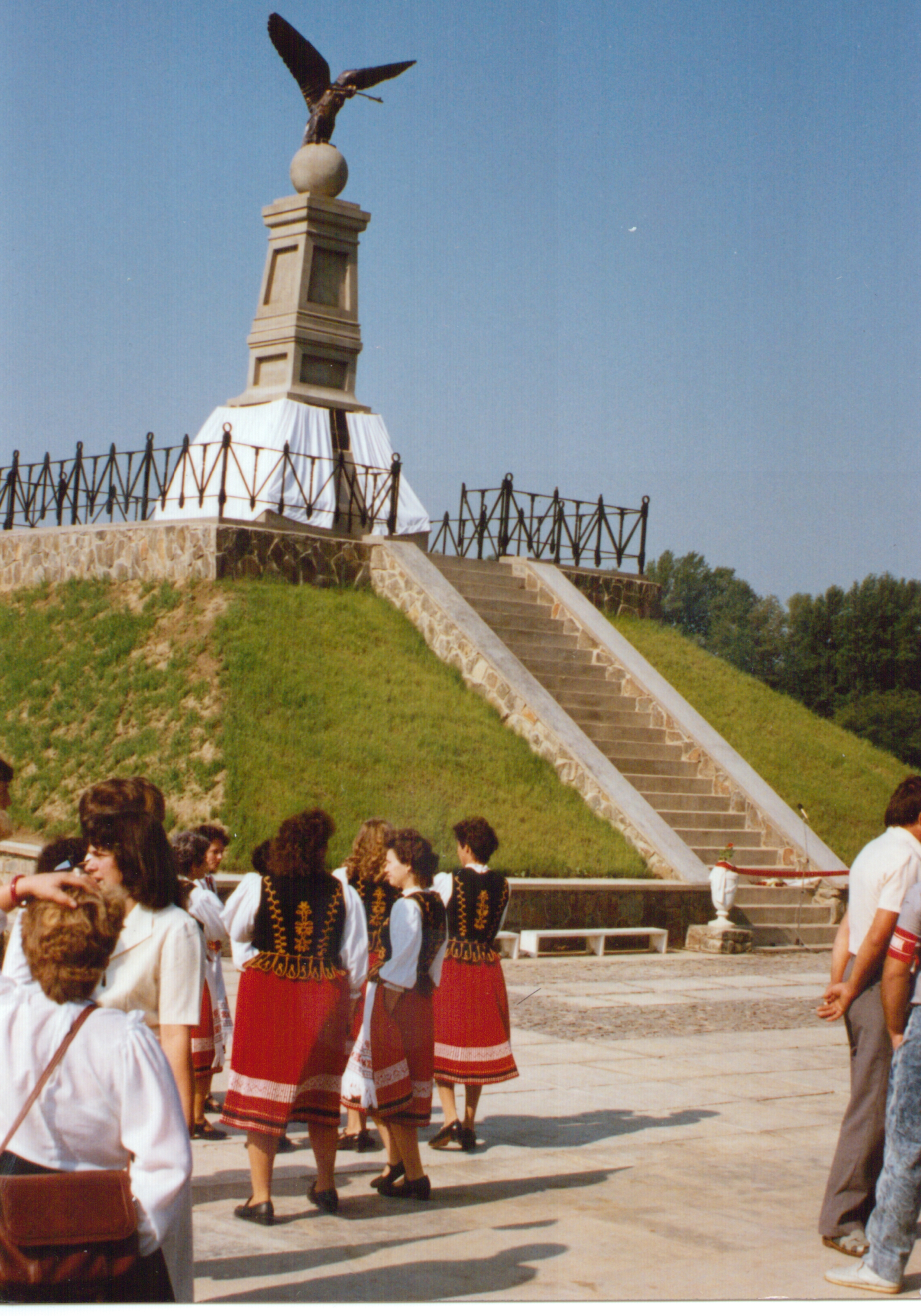
Az újjáépített emlékmű 1989-ben, a felavatása előtti pillanatokban

Az újjáépítés tervét Bíró Andorban megerősítette Vári Fábián László tiszai átkelésről közzétett egyik írása, majd az ezzel egyidőben bekövetkezett – Gorbacsov nevével fémjelzett – peresztrojka meghozta számára a helyreállítás kezdeményezésének rég várt lehetőségét is. Úgy gondolta, hogy a megvalósításához elsősorban egy támogató szakvéleményre lesz szüksége, ezért felkereste régi ismerősét, Váradi Sternberg János professzort, aki azt javasolta, hogy forduljon kérelemmel az Ungvári Állami Egyetem történészeihez, amit természetesen haladéktalanul meg is tett. A Hrancsák I.M. tanszékvezető professzor és Váradi-Sternberg János professzor kézjegyével ellátott támogató tartalmú válaszlevél alkalmas volt arra, hogy Bíró Andor hozzálásson a szükséges engedélyek beszerzéséhez. Elsőként a megyei pártbizottság vezetőjét, Bandrovszkij H.J.-t kereste fel, aki azonnal hívatta a megyei tanács Végrehajtó Bizottsága elnökét, Maljovanik M.M.-et, majd – a két vezető támogatásával felvértezve – a területi művelődési osztály irányítójával, Vaszil Gaboreccel egyeztetett. Az engedély birtokában a péterfalvai gazdaság megrendelte a tervek elkészítéséhez szükséges pályázat kiírását, melyeket a Kárpátaljai Művészeti Tanács bírált el. A testület elé terjesztett emlékmű-tervek között első körben nem csak az eredeti turulmadaras obeliszk tervei szerepeltek, hanem olyan további kompozíciók is, mint például Rákóczi lovasszobra, vagy a Tiszán csónakon átkelő kurucuk csapatait ábrázoló dombormű.
Bíró Andor számára nagy csalódást jelentett, mikor Váradi-Sternberg János a tanácskozáson váratlanul kijelentette, hogy szó sem lehet olyan emlékmű újraállításáról, amely a Turul-madarat ábrázolja, ugyanis a madár a cárizmus és a fasizmus jelképe. Bíró a váratlan eseményt diszkréten kezelte, és eltökélten folytatta terve megvalósítását. A művészeti tanács 1988. 09. 05-ei ülésén a Gajovics P.M. építész és Rusznák T.I. szobrászművész által benyújtott – Rákóczi lovasszobrát ábrázoló – kompozíció mellett voksolt. Ez a döntés visszavetette a kivitelezés terveit, ugyanis kiderült, hogy abban az esetben, amikor egy köztéri művészeti alkotás kivitelezési költségei meghaladják a megyei szervek hatáskörét, az engedélyekért a kijevi hatóságokhoz kell fordulni. Szerencsére az USzSzK területén lévő szobrok és emlékművek engedélyezését intéző kijevi hivatal élén olyan személy dolgozott (Bronyko P.T.), aki korábban már járt a péterfalvai gazdaságban, tehát jól ismerte annak vezetőjét. A Rákóczi lovasszobrát tartalmazó terv láttán a hivatal vezetője feltette a kérdést Bírónak: Korábban ez a szobor állt a helyszínen, mert amennyiben nem, akkor az eredeti emlékmű helyreállítási kérelme helyett "új" emlékmű létesítésére vonatkozó beadványt kell benyújtani, az viszont már nem tartozik a kijevi hivatal hatáskörébe, „új” művészeti alkotás engedélyezéséért Moszkvához kell fordulni…

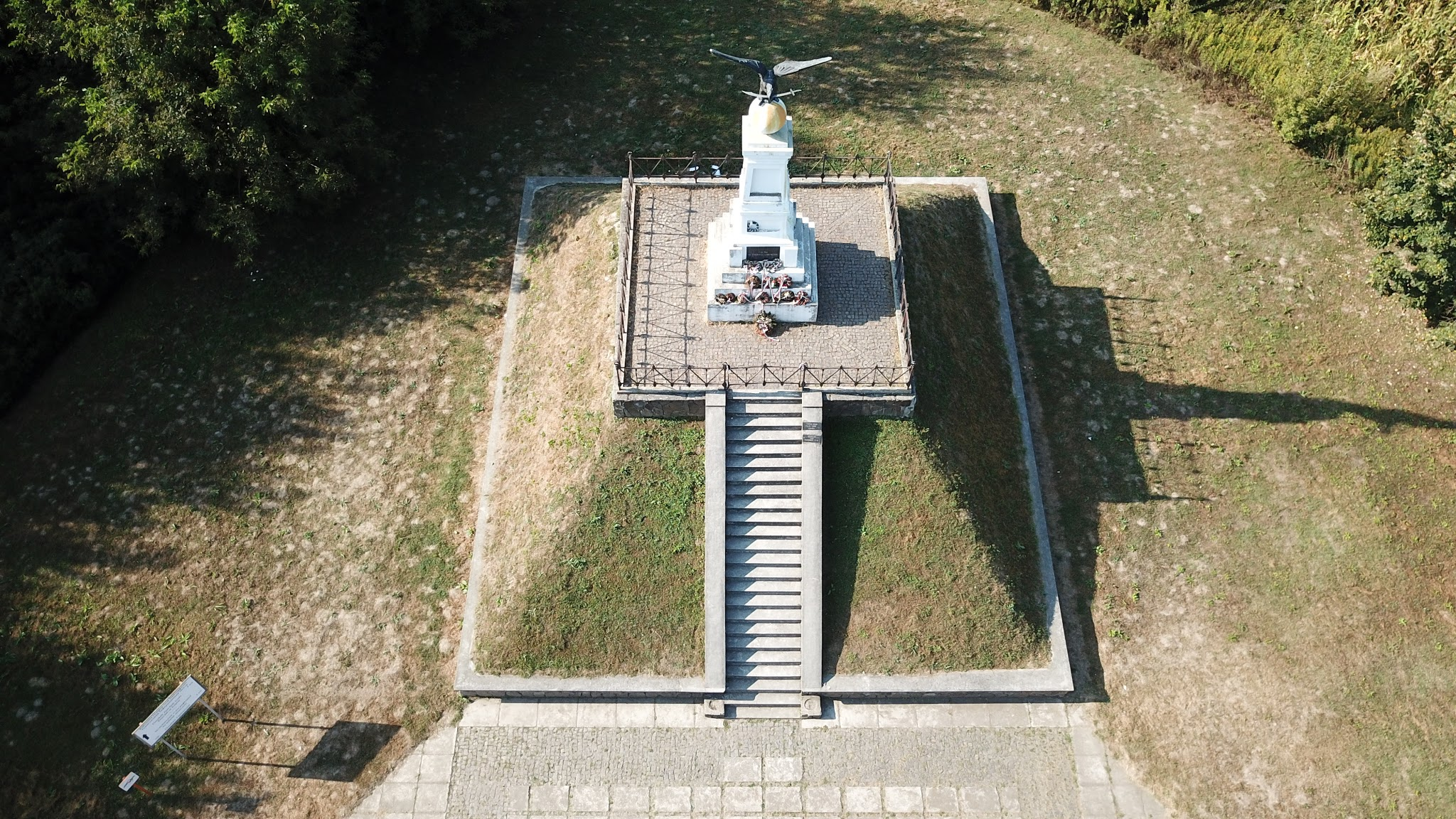
Az újjáépített emlékmű a magasból (2019)

Ennek álláspontnak a birtokában Bíró Andor boldogan tért haza Kijevből, az események ettől kezdve felgyorsultak, bár a korábbi váratlan bonyodalom miatt így is közel egy teljes esztendő ment veszendőbe.
Az újjáépített Turul-madaras emlékmű 1989. július 16-ai avatóünnepsége azonban mindent kárpótolt, a Kárpátaljáról, Magyarország közeli és távoli vidékeiről érkezett vendégek száma és meghatódottsága leírhatatlan volt, melyeket hűen tanúsítanak az ünnepséget követőméltató levelek tucatjai.

Az emlékmű újjáépítésére Bíró Andor, a Határőr Kolhoz-Agrárcég elnöke neves kárpátaljai szakembereket és művészeket kért fel: az emlékmű terveit Lézu Volodimir építész készítette, a turul-madár megformázása Rusznák Tarasz szobrász, ötvösművész keze munkáját dicséri. Az obeliszket körülvevő masszív és díszes kovácsoltvas kerítés Keisz Gellért és Magyar Sándor fémművesek alkotása. Az emlékmű építését végző szakemberek pedig egytől-egyig a Határőr Kolhoz-Agrárcég munkatársai voltak, akik büszkén, jó magyar szívvel építették újra az emlékművet, méghozzá olyan építőanyagok alkalmazásával, hogy azt többé soha senki le ne rombolhassa! Nevüket az alapkőletételkor kapszulába helyezett okirat őrzi:
„…Az elhatározás Bíró Andortól, a Határőr Kolhoz-agrárcég elnökétől származik, és a tagság egyöntetű helyeslésére talált.
1989 tavaszán megindultak a helyreállítási munkálatok, melyek a kolhoz költségén, a kolhozi építők keze munkájával folytak.
Építészmérnök: Nagy Lajos
Brigádvezető: Berezovszkij József
Az építőmunkálatokat a kolhozi építőbrigád 11 tagú Fertősalmás-i csoportja végezte:
Csoportvezető: Kis Kálmán
Építők: Samók Kálmán, Nagy Kálmán, Komáromi Béla, Korcsánszki Ferenc, Varga József, Bányai Sándor, Illés Elemér, Taracközi Tibor, Illés András, Kenéz Gergely.
Részt vettek még a munkálatokban:
Asztalosok: Karmacsi Ferenc, Bányai Pál, Bornemisza Sándor.
Darukezelők: Marozsi János, Szakadáti Miklós
Gépkezelők, hegesztők: Béner István, Papp József, Csillag György, Gál György, Bagó Géza, Dani János.
Más munkások: Kutasi Tibor, Nagy Gyula, Váradi Mihály, Ifj. Váradi Vilmos, Nagy Lőrinc, Kis Attila”.
A fölvezető lépcsők mellett tábla mutatja azt a pontot, ameddig az 1998-as áradás elöntötte az emlékművet, húsz lépcső volt víz alatt, de az építők becsületes munkájának köszönhetően az emlékműben nem keletkezett helyrehozhatatlan kár.

## Jelene
A kárpátaljai magyarság a kárpátaljai ruszinok képviselőinek részvételével 1989. óta minden évben július második vasárnapján, itt ünnepli Rákóczi fejedelem első győztes csatájának emléknapját, a Tiszabecsi átkelést, melynek irodalmi feldolgozása Jókai Mór nevéhez fűződik, aki "Szeretve mind a vérpadig" című művében dolgozta fel az eseményt.
Az ünnepség a tiszaújlaki egykori sóház falánál kezdődik, melyen emléktáblát avattak Esze Tamás tiszteletére. Innen a Tisza hídján át az emlékműhöz vonul az ünneplő közönség.
A kárpátaljai magyarság hagyományosan legnagyobb tömegrendezvényének egyikén, a 2000. július 16-án immár tizenegyedik alkalommal megtartott tiszaújlaki Rákóczi-ünnepségen Torgyán József, az FKGP elnöke, az első Orbán-kormány földmüvelésügyi és vidékfejlesztési minisztere, mint a rendezvény díszvendége ünnepi beszéde nagy közönségsikert aratott, amikor a turul-emlékművet újraállítók tettét értékelve kijelentette: “Bíró Andor azt hiszem a földkerekség egyetlen kolhozelnöke, aki az én megbecsülésemet kivívta.”
A 2011-s júliusi Turul-ünnepség napján, egy platán fácskát ültettek el az emlékműnél, amelyet Rodostóból hozott egy magyar kerékpáros sportoló.

## Képek

II. Rákóczi Ferenc emléktáblája a mai Tiszaújlak központjában
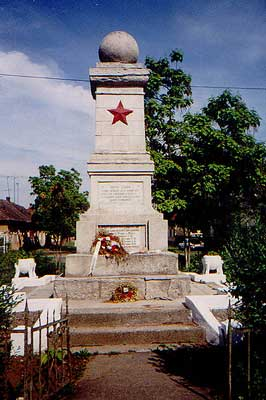
Az elesett szovjet katonák emlékműve, melyet a lebontott turulmadaras Rákóczi emlékműből építettek
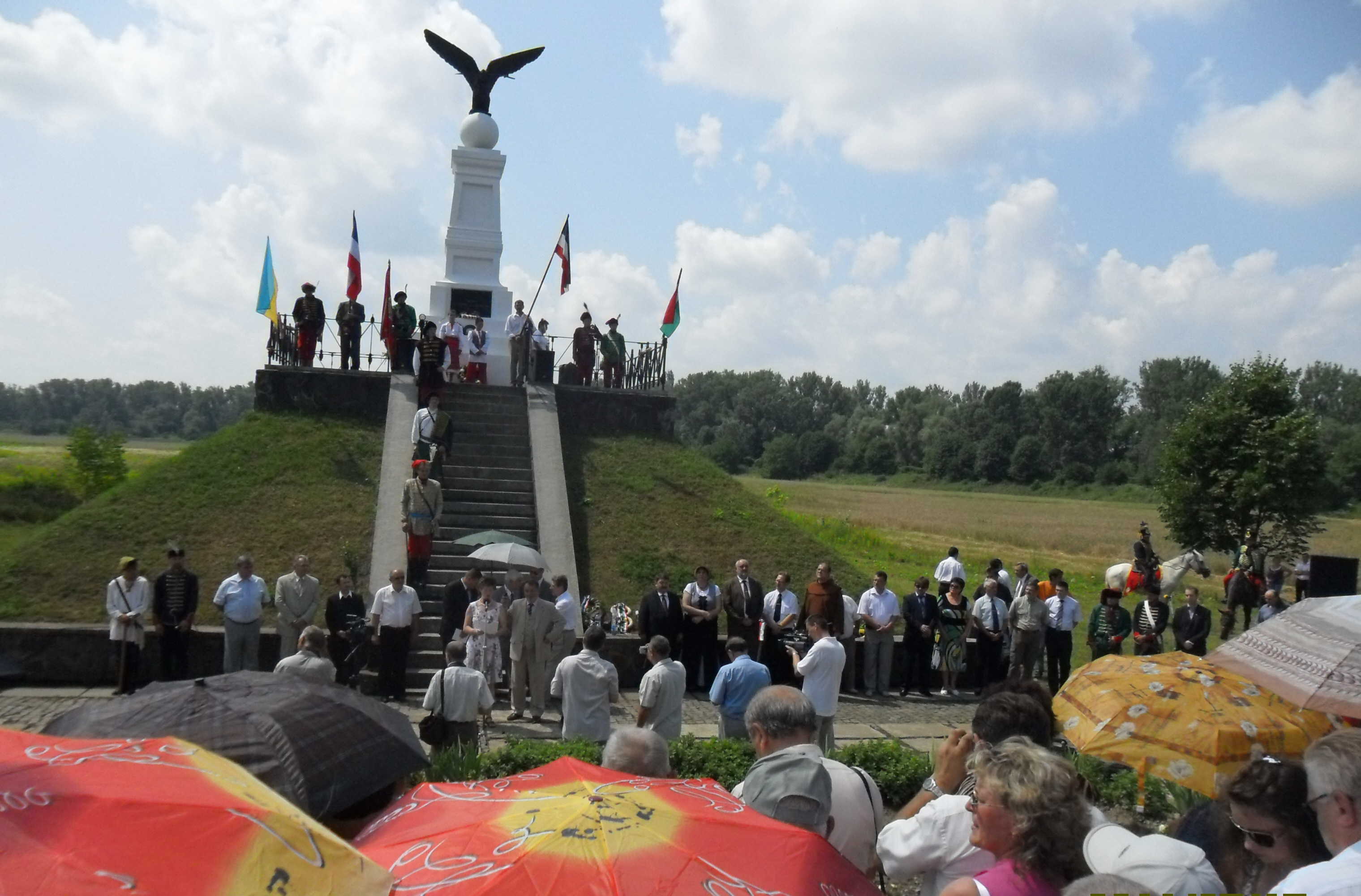
A 2011-es Turul-ünnepség főszónoka, Répás Zsuzsanna
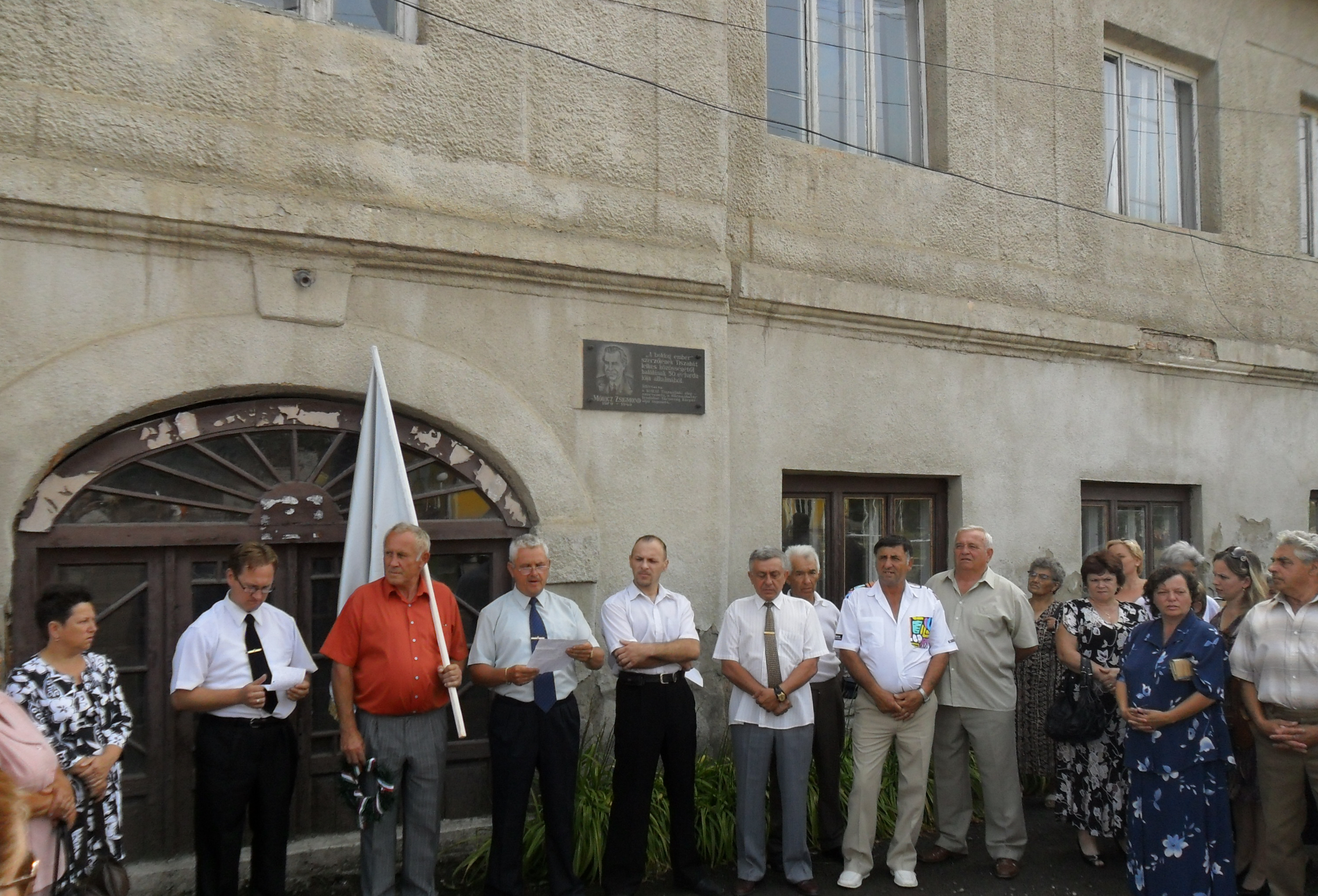
Megemlékezés az Esze Tamás-emléktábla előtt
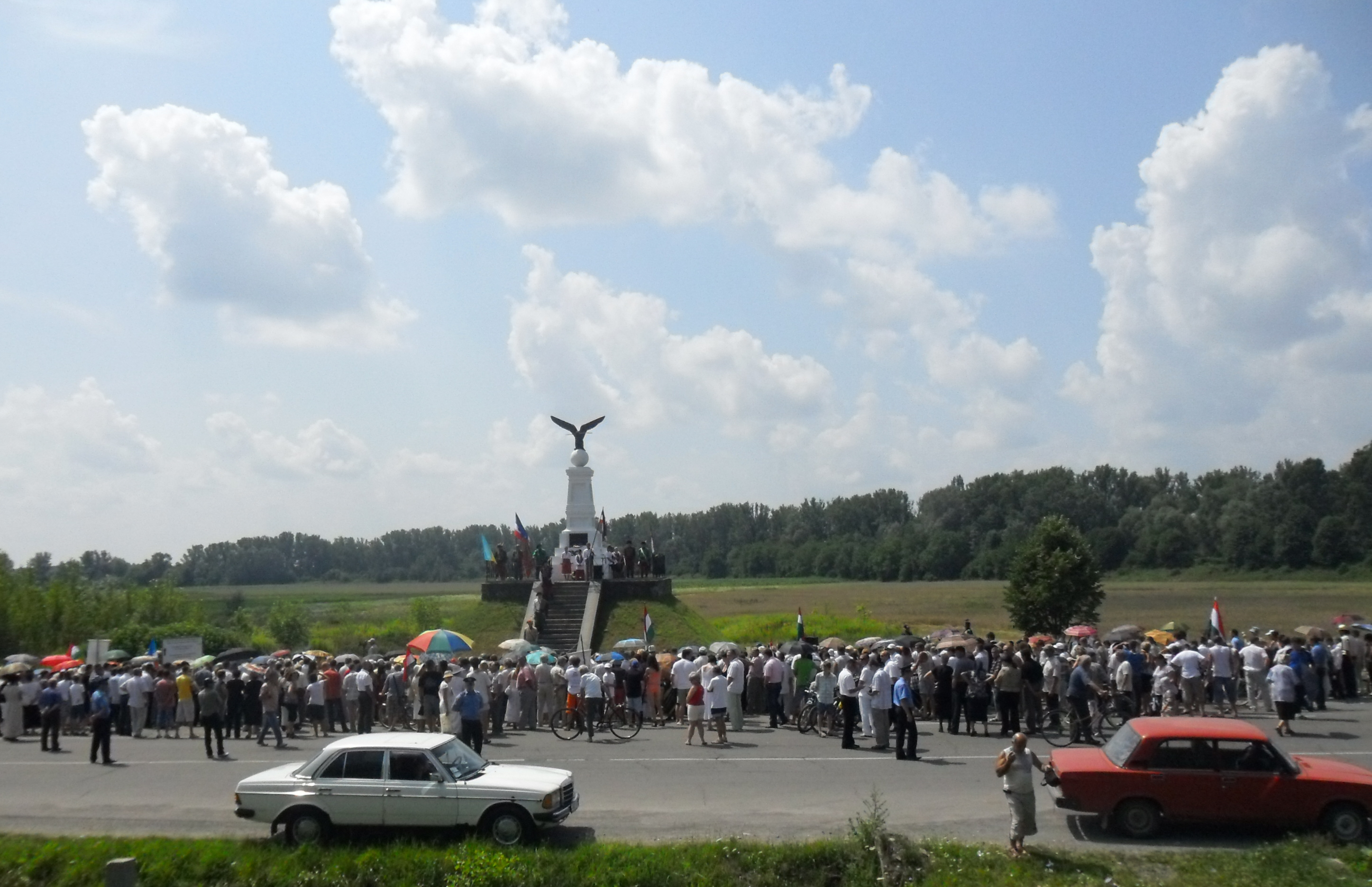
Turul-ünnepség 2011., az ünneplő emberek sokasága
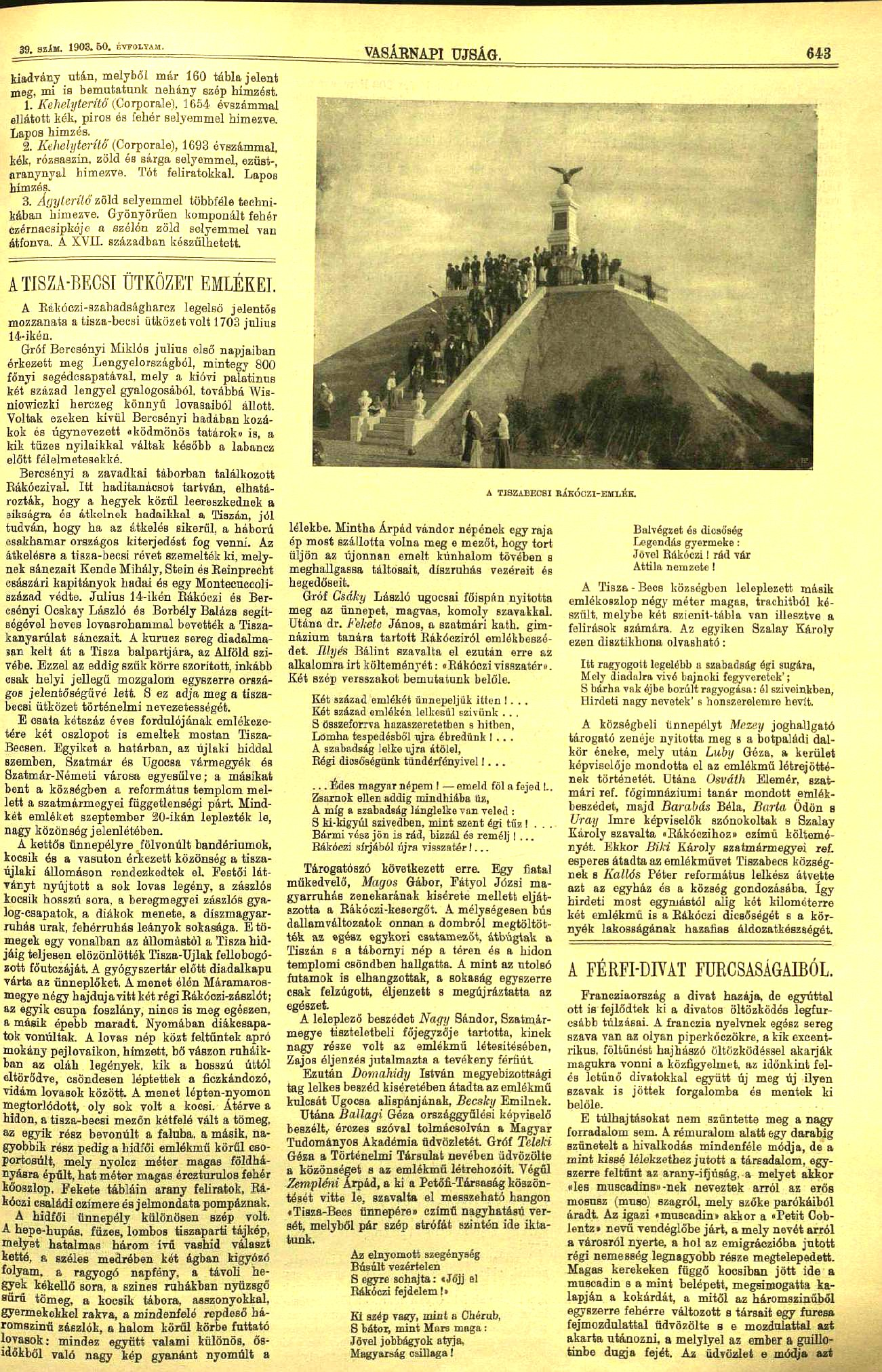
Vasárnapi Újság cikke a tiszabecsi átkelés emlékművéről 1903-ban.
A Tiszabökény és Tiszaújlak határában lévő Turul-emlékmű 1989. évi avatóünnepsége
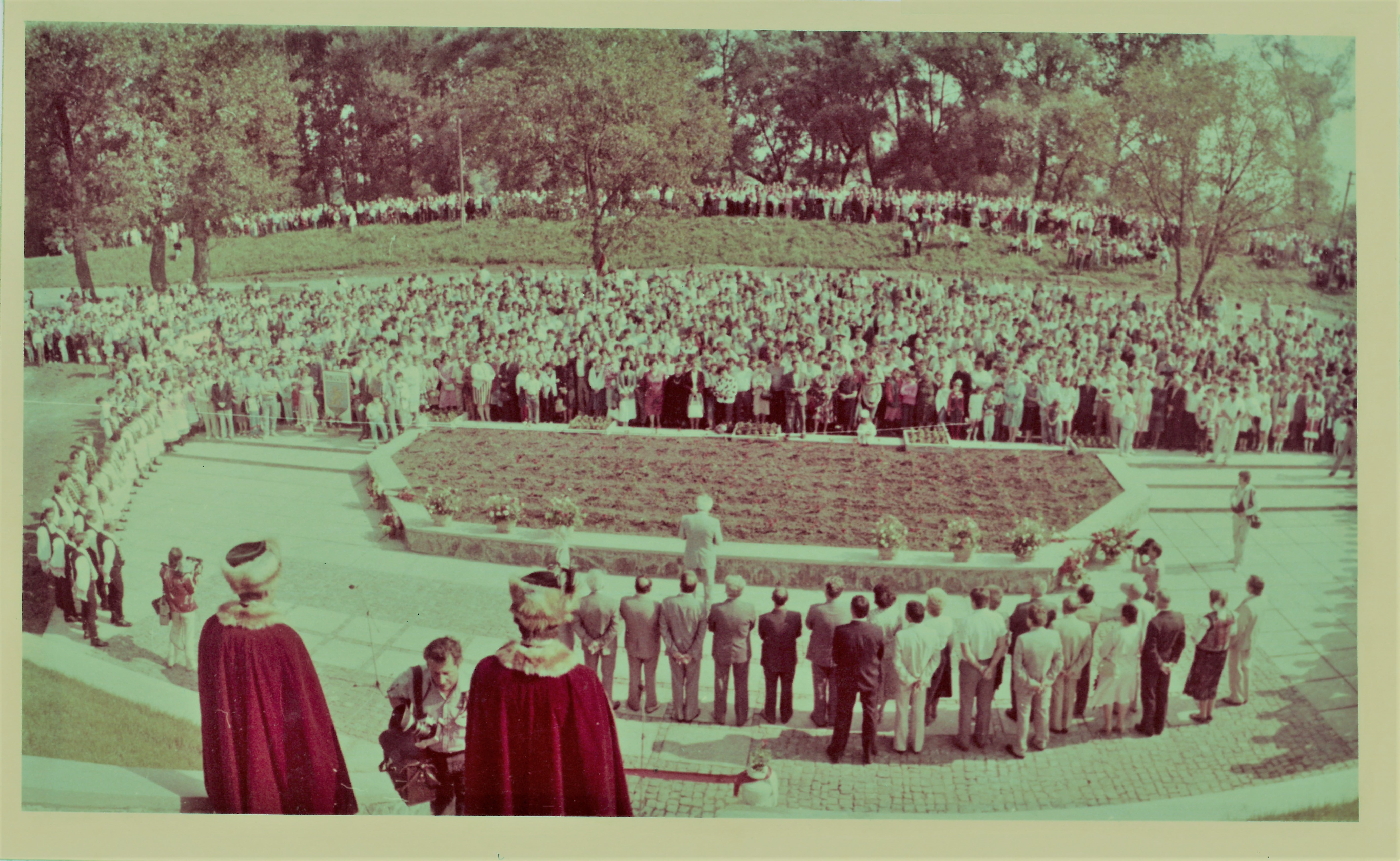
A Turul-emlékmű 1989. évi avatóünnepsége
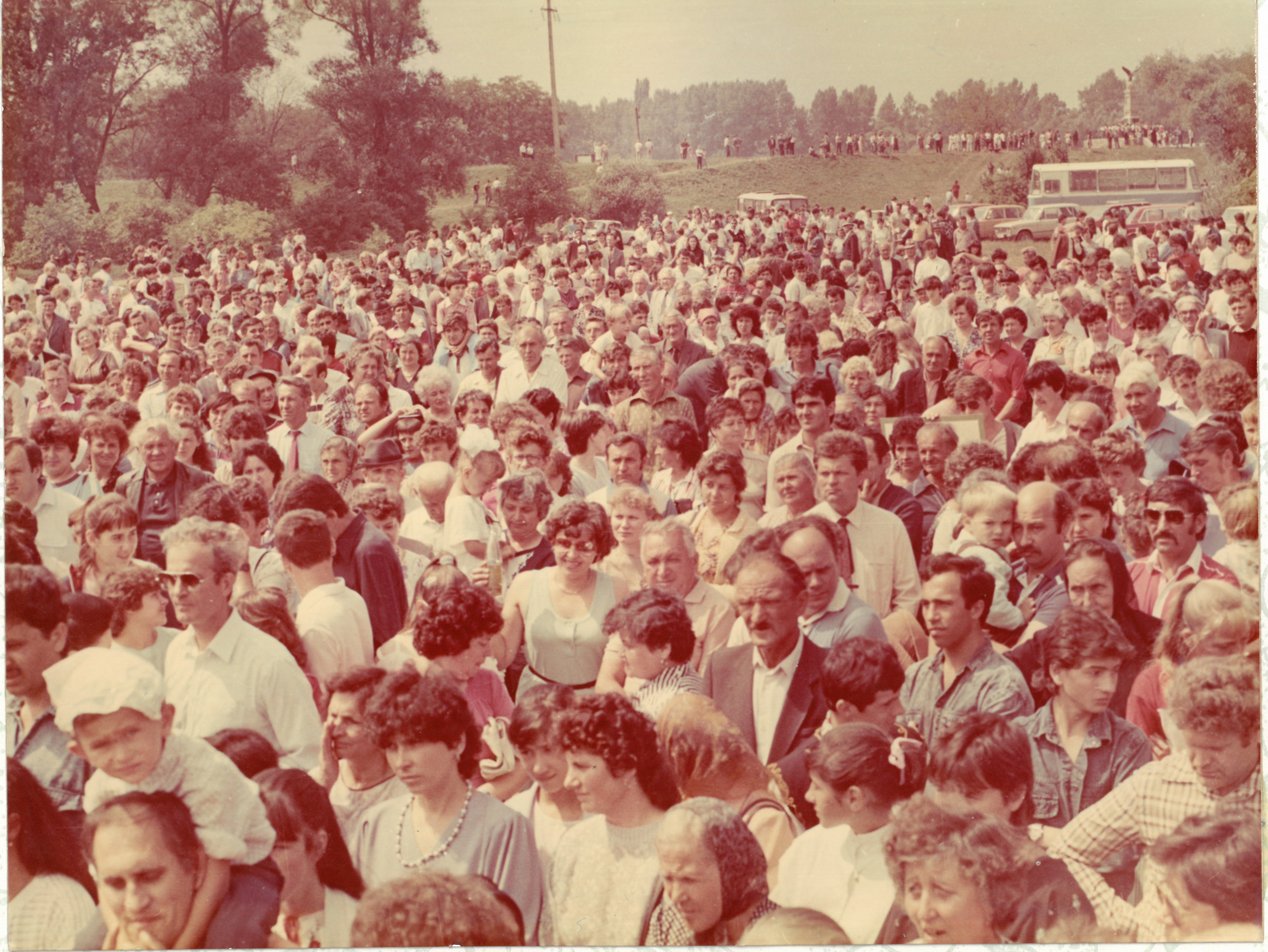
A Turul-emlékmű 1989. évi avatóünnepségén résztvevő tömeg